# Spiritual Beggars
Spiritual Beggars est un groupe de stoner metal et heavy metal suédois, originaire de Halmstad. Il est formé en 1993 par Michael Amott, guitariste du groupe de death metal suédois Arch Enemy et de Carcass.

## Biographie

### Périodes Spice et JB

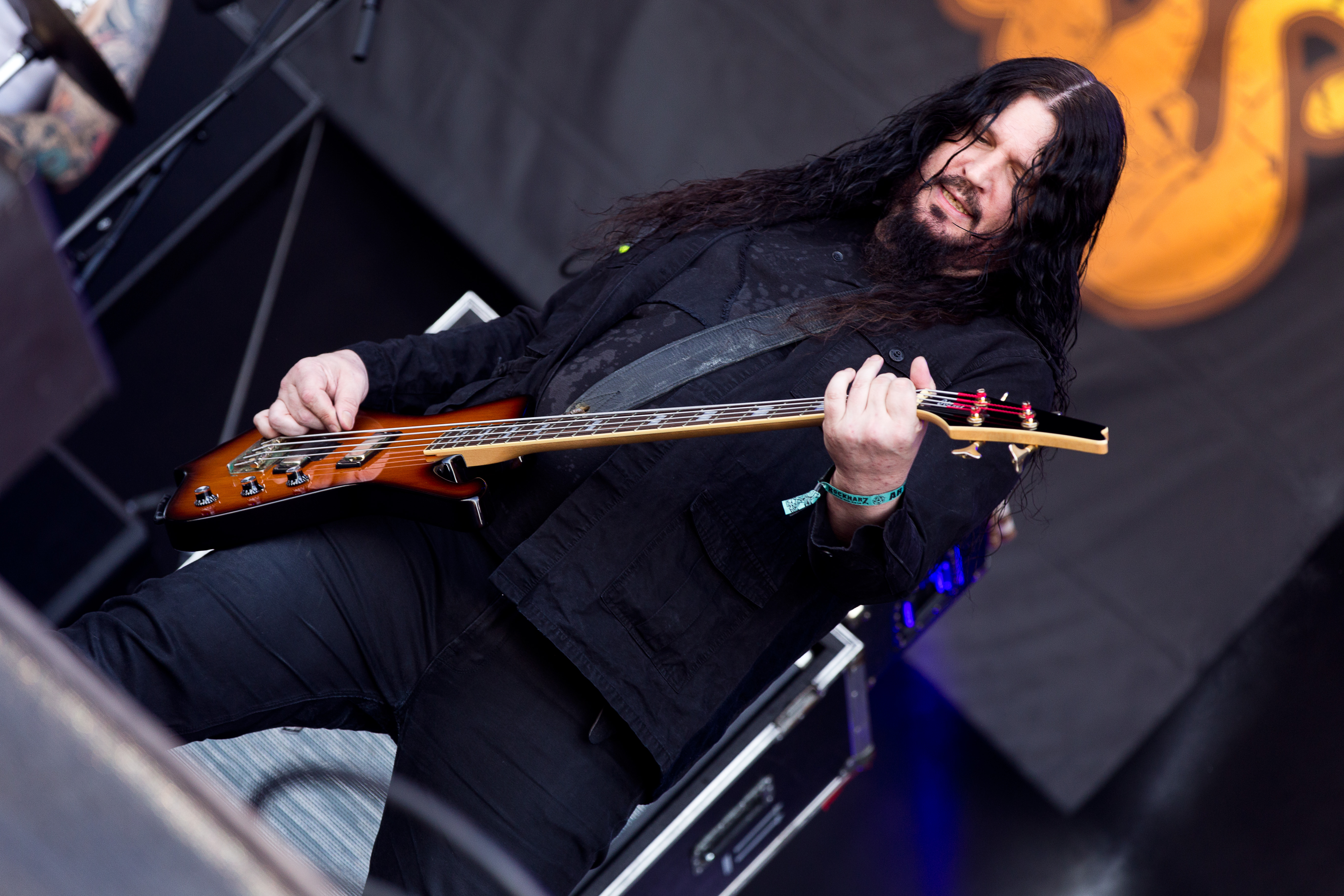
Le bassiste Sharlee D'Angelo au Rockharz 2016.

Spiritual Beggars est formé en 1993 par Michael Amott. Amott lance le groupe après son départ de Carcass.  Spiritual Beggars publie un premier album éponyme, intitulé Spiritual Beggars en 1994. Leur deuxième album, Another Way to Shine (1996), est nommé pour un Grammy suédois. La couverture de l'album est effectuée par Hans Arnold. Leur troisième album, Mantra III, fait participer pour la première fois Per Wiberg au clavier. Spiritual Beggars tourne en Europe avec Fu Manchu et fait quelques apparitions sur scène en soutien à l'album. Leur quatrième album, Ad Astra, est publié en 2000. Le groupe organise sa tournée Chasing the Stars avec notamment Iron Maiden, Monster Magnet, et Queens Of The Stone Age, et joue aussi à des festivals en Europe et au Japon.
L'année 2002 assiste à la publication du cinquième album du groupe, On Fire. L'album fait participer une nouvelle formation après le départ du chanteur original Christian « Spice » Sjöstrand. les remplaçants sont Janne « JB » Christoffersson de Grand Magus, recommandé à Amott par un ami commun, et Roger Nilsson à la basse. On Fire est musicalement plus mélodique. Une tournée en 2003 fait participer Spiritual Beggars, Clutch, Spiritu et Dozer en soutien à l'album. Le sixième album de Spiritual Beggars, Demons, est publié au Japon en mars 2005, et en Europe le 20 juin 2005. Demons est publié en deux versions – en CD single et en version double-album, qui comprend des scènes enregistrées à leur tournée japonaise en 2003.

### Période Apollo
Au début de 2010, Spiritual Beggars est annoncé en studio pour leur septième album. L'album fait participer leur nouveau chanteur Apollo Papathanasio de Firewind et Evil Masquerade, après leur séparation en juin 2010 de Christoffersson.. Intitulé, Return to Zero, il est publié en Europe le 30 août 2010, au Japon le 25 août 2010, et en Amérique du Nord le 12 octobre 2010. Après sa publication, le groupe joue en Grèce, au Japon, en Belgique, en France, et en Finlande. Leur performance au Loud Park Festival au Japon le 17 octobre 2010 est enregistrée et publiée sous le titre Return to Live: Loud Park 2010. Le deuxième album d'Apollo avec Spiritual Beggars, Earth Blues, est publié le 16 avril 2013. L'album est noté pour sa sonorité similaire à celle de Deep Purple. La même année, ils annoncent les rééditions de leurs premiers albums, et publient la vidéo de leur chanson Turn the Tide.
En juin 2015, le groupe est annoncé en studio pour un nouvel album. En février 2016, le groupe révèle le titre de son nouvel album, Sunrise to Sundown. L'album est disponible le 18 mars 2016. En avril 2016, le groupe publie une vidéo de sa chanson Hard Road, issue de ce nouvel album.

## Membres

### Membres actuels
- Michael Amott – guitare
- Apollo Papathanasio – chant
- Sharlee D'Angelo – basse
- Per Wiberg – clavier
- Ludwig Witt – batterie

### Anciens membres
- Christian « Spice » Sjöstrand – chant, basse
- Johnny Dordevic – basse
- Roger Nilsson – basse
- Håkan Ljungberg – basse
- Stefan Isebring – batterie (pendant la tournée de 1998)
- Janne « JB » Christoffersson - chant

## Discographie
- 1994 : Spiritual Beggars
- 1996 : Another Way to Shine
- 1998 : Mantra III
- 2000 : Ad Astra
- 2002 : On Fire
- 2005 : Demons (CD/DVD)
- 2010 : Return to Zero
- 2013 : Earth Blues
- 2016 : Sunrise to Sundown